# Okanogan (Washington)
Pour les articles homonymes, voir Okanagan (homonymie).
La ville d'Okanogan est le siège du comté d'Okanogan, situé dans l'État de Washington, aux États-Unis. Une partie de la ville est située au sein de la réserve indienne de Colville.

## Histoire
Fondée en 1888, la ville d'Okanogan est officiellement incorporée en 1907.

## Démographie
| Groupe            | Okanogan | Washington | États-Unis |
| ----------------- | -------- | ---------- | ---------- |
| Blancs            | 79,8     | 77,3       | 72,4       |
| Amérindiens       | 7,9      | 1,5        | 0,9        |
| Autres            | 6,4      | 5,1        | 6,2        |
| Métis             | 4,8      | 4,7        | 2,9        |
| Afro-Américains   | 0,5      | 3,6        | 12,6       |
| Asiatiques        | 0,4      | 7,2        | 4,8        |
| Océaniens         | 0,2      | 0,6        | 0,2        |
| Total             | 100      | 100        | 100        |
|                   |          |            |            |
| Latino-Américains | 14,1     | 11,2       | 16,7       |

Selon l'American Community Survey, pour la période 2011-2015, 91,32 % de la population âgée de plus de 5 ans déclare parler anglais à la maison, alors que 7,97 % déclare parler l'espagnol et 0,71 % une autre langue.
La moitié de la population amérindienne est composée en 2010 de Colvilles.